# Пила (град)
Пила (пољ. Piła) град је у Пољској у Војводству великопољском. По подацима из 2012. године број становника у месту је био 74.930.

## Становништво
| 2012.  |
| ------ |
| 74.930 |

## Партнерски градови
- Кронштат, Шверин, Куксхавен, Шателро